# De Grote Ontdekking
De Grote Ontdekking is een walkthrough in Het Spoorwegmuseum in Nederland. De attractie begint in een lift die de bezoeker in gedachten niet alleen 150 meter laat afdalen maar ook nog eens terugbrengt naar het jaar 1800. De ruimte is in werkelijkheid geen lift, maar een kleine simulator gedecoreerd als mijnlift. De eerste machinist in Nederland, John Middlemiss, neemt de bezoeker mee op een tocht die begint in een mijnschacht. Dit is de plek waar het allemaal begon. Hier werd de stoommachine voor het eerst ingezet en wel om het grondwater uit de mijnschachten te pompen.
De tocht loopt door een Engels mijndorp waar de bezoeker voorzichtig door de vochtige ramen van de woning van George Stephenson kan gluren.

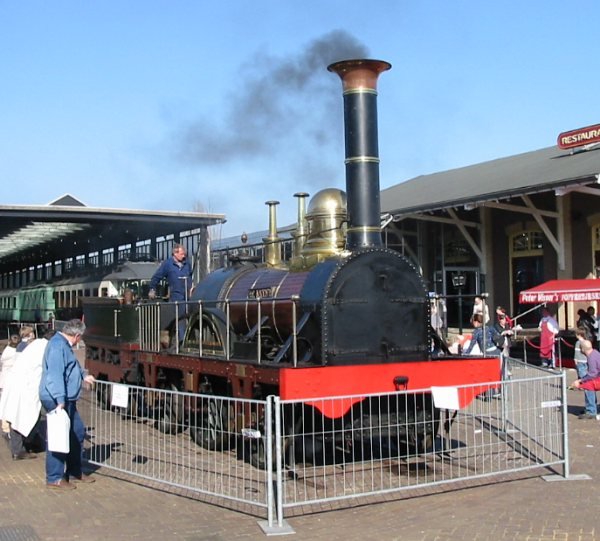
Replica uit 1938 van stoomlocomotief 'De Arend' uit 1839; waarmee de spoorweggeschiedenis in Nederland begon.

In de werkplaats van Soeders wordt hard gewerkt aan de rijtuigen van De Arend. De werkplaats is doordrongen van de geur van nieuw hout.
Bij het verlaten van de werkplaats komt de bezoeker op een plein waar stoomlocomotief De Arend staat. Op het rijk versierde perron van Station d'Eenhonderd Roe aan de rand van Amsterdam wacht hij blinkend tot hij zijn eerste rit mag maken op 20 september 1839.
Station Utrecht Maliebaan · Heimwee Express · Pendeldienst naar Utrecht Centraal · Afbeeldingen